# Герман II (герцог Швабії)
Герман II (нім. Hermann II.; д/н — 4 травня 1003) — герцог Швабії і Ельзасу в 997—1003 роках. Можливо також мав ім'я Удо, оскільки у 999 році згадується герцог Ельзасу Удо (Уто).

## Життєпис
Походив з династії Конрадінів. Син Конрада I, герцога Швабії і Ельзасу. Дата народження та початкова діяльність невідома. 986 року оженився на доньці короля Бургундії, що в подальшому повинно було забезпечити владу в Швабії та Ельзасі.
Після смерті батька успадкував володіння, але переніс резиденцію до Швабії. В Ельзасі значна влада перейшла до ландграфів Нордгау і Зундгау.
Брав участь у другому італійському поході імператора Оттона III в 997—998 роках. Після смерті останнього 1002 року висунув претензії на імператорську корону. Його супротивником виявився Генріх IV, герцог Баварії, представник Саксонської династії. Германа II підтримав впливовий архієпископ Кельнський Геріберт, який у квітні зібрав в Ахені графів. Баварському герцогу надав допомогу Віллігіз, архієпископ Майнцький, коронувавши того в Майнці, під ім'ям Генріх II.
Новий король перетнув Рейн і вдерся до Швабії. Разом з цим Герман II вимушений був боротися проти Адальберта II Етіхоніда, ландграфа Зундгау, та міста Страсбургу. Герману II вдалося перемогти своїх ворогів та захопити Страсбург. Звідси рушив до Боденського озера, біля якого розташувався король Генріх II. З невідомих причин не наважився дати генеральний бій королю, відступивши до Швабії. Генріх II рушив через південну Швабію до Франконії, а звідти — до Тюрингії. Невдовзі був визнаний королем також в Саксонії.
За цих обставин Герман II вимушений був підкоритися королю, що було затверджено угодою в Бурхзалі. Натомість Герман II зберіг під владою Швабію та Ельзас. Мав конфлікт з Вернером I, єпископом Страсбургу, через владу над жіночим монастирем Св. Стефана в Страсбурзі.
Помер 1003 року. Йому спадкував малолітній син Герман III, якого взяв під опіку король Генріх II.

## Родина
Дружина — Герберга, донька Конрада I, короля Бургундії
Діти:
- Гізела (990—1043) — дружина Конрада II, імператора Священної Римської імперії
- Матильда (988/989 — 1032) — дружина Фрідріха II, герцога Верхньо-Лотаринзького
- Бертольд (992—993)
- Беатріса (д/н—після 1025) — дружина Адальберона фон Еппенштайна, герцога Каринтії
- Герман (994/995 — 1012) — герцог Швабії і Ельзасу